# Famille de la langue des signes allemande
La famille des langues des signes allemande est une famille de langue des signes regroupant les langues des signes allemande, polonaise et israélienne (cette dernière étant probablement aussi liée à la famille de la langue des signes française par filiation avec la langue des signes austro-hongroise).

### Source bibliographique
- Henri Wittmann, « Classification linguistique des langues signées non vocalement », Revue québécoise de linguistique théorique et appliquée, vol. 10, no 1,‎ 1991, p. 215-288 (lire en ligne).